# Elymus canadensis
Espèce
Elymus canadensis (élyme du Canada) ou Elymus wiegandii (élyme de Wiegand) est une espèce de plantes monocotylédones de la famille des Poaceae (graminées), sous-famille des Pooideae, originaire d'Amérique du Nord, où elle est abondante notamment dans les Grandes Plaines.
Ce sont des plantes herbacées vivaces, cespiteuses, aux tiges (chaumes) décombantes pouvant atteindre 150 cm de long, à l'inflorescence composée de racèmes. Elles poussent dans des écosystèmes variés, dont de nombreux types de forêts, y compris les forêts riveraines, des dunes de sable sur les rives des lacs, et les prairies d'herbes hautes. Elles sont utiles pour la stabilisation des sols.

## Liste des sous-espèces et variétés
Selon Tropicos (13 mai 2017) (Attention liste brute contenant possiblement des synonymes) :
- sous-espèce Elymus canadensis subsp. canadensis
- sous-espèce Elymus canadensis subsp. wiegandii (Fernald) Á. Löve
- variété Elymus canadensis var. albanensis Lepage
- variété Elymus canadensis var. brachystachys (Scribn. & C.R. Ball) Farw.
- variété Elymus canadensis var. canadensis
- variété Elymus canadensis var. glabriflorus Vasey ex L.H. Dewey
- variété Elymus canadensis var. glaucifolius (Willd.) Torr.
- variété Elymus canadensis var. hirsutus (Farw.) Dorn
- variété Elymus canadensis var. intermedius Vasey ex S. Watson & J.M. Coult.
- variété Elymus canadensis var. interruptus (Buckley) G.L. Church
- variété Elymus canadensis var. pendulus Eaton & Wright
- variété Elymus canadensis var. philadelphicus (L.) Farw.
- variété Elymus canadensis var. riparius (Wiegand) B. Boivin
- variété Elymus canadensis var. robustus (Scribn. & J.G. Sm.) Mack. & Bush
- variété Elymus canadensis var. villosus Bates
- variété Elymus canadensis var. wiegandii (Fernald) Bowden